# Teodosi II d'Abkhàzia
Teoodosi II d'Abkhàzia (en georgià თეოდოს, Theodos) fou un rei d'Abkhàzia de la dinastia dels Antxabadzides que regna del 806 al 845, segons les fonts georgianes citades per M. F. Brosset, de 810-836/837 segons Cyril Toumanoff, o encara del 826 o 828 al 855 d'acord amb les hipòtesis recents de Christian Settipani.

## Biografia
El Divan dels reis d'Abkhàzia no esmenta pas el nom del seu pare però li atribueix un regnat de 27 anys. La Crònica georgiana per contra indica que era el fill de Lleó II d'Abkhàzia i que hi havia prestat assistència a Asoci I d'Ibèria, el curopalata (del qual era el gendre) contra Grigol de Kakhètia.
Com el seu sogre, Teodosi II va haver d'enfrontar l'expedició al Caucas de Bugha el Turc, encarregat pel Calife de fer entrar en obediència als prínceps vassalls tant cristians com musulmans. Fou derrotat a Cwertzkhob pel general musulmà Zirak i per Bagrat I d'Ibèria, el seu cunyat, que havia esdevingut l'auxiliar dels invasors després de la derrota i la mort del seu pare l'any 830.
El 831, l'emperador Teòfil va enviar un exèrcit en auxili dels abkhazis però els grecs foren repetidament vençuts. L'émir Ishâq ibn-Ismâil de Tiflis (833-853) va poder llavors imposar pel compte del Calife un tribut al rei d'Abkhàzia que serà pagat durant els decennis 830/840.
A la seva mort, Teodosi no deixa cap hereu directe de la filla del curopalata Asoci I d'Ibèria, i va tenir per successor el seu germà Demetri II d'Abkhàzia, que li disputava el tron des de feia bastants anys.